# Sakura Saku
Sakura Saku (サクラサク? lett. "Fiori di ciliegio in fiore") è un brano musicale di Megumi Hayashibara, scritto da Okazaki Ritsuko e Sogawa Tomoji, e pubblicato come singolo il 24 maggio 2000 dalla Starchild Records. Il brano è stato incluso negli album della Hayashibara feel well e center color, e nella raccolta VINTAGE White. Il singolo raggiunse la settima posizione della classifica settimanale Oricon, e rimase in classifica per sette settimane, vendendo 105 000 copie. Sakura Saku è stato utilizzato come sigla d'apertura della serie televisiva anime Love Hina, mentre il lato B Kimi Sae Ireba (君さえいれば? "Se tu fossi qui") è stato utilizzato come sigla di chiusura.

## Tracce
CD singolo KIDA-506
1. Sakura Saku (サクラサク) - 3:12
2. Kimi Sae Ireba (君さえいれば) - 4:15
3. Sakura Saku (Off Vocal Version) - 3:12
4. Kimi Sae Ireba (Off Vocal Version) - 4:15

Durata totale: 14:52

## Classifiche
| Classifica (2000)                        | Posizione più alta |
| ---------------------------------------- | ------------------ |
| Giappone (Classifica settimanale Oricon) | 7                  |